# 具志川城 (久米島町)
具志川城（ぐしかわじょう）は、沖縄県久米島にかつて存在した城（グスク）。現在は具志川城跡（ぐしかわじょうせき）となっている。所在地は久米島町仲村渠432および477-1。久米島北西の仲村渠集落の北方、東シナ海へ飛び出した丘の上にあり、三方が崖となっている。1975年（昭和50年）に国の史跡に指定された。1999年（平成11年）度から2007年（平成19年）度にかけて、史跡具志川城保存修理事業に伴い、遺構確認の発掘調査が行われた。

## 歴史
築城年代は不明だが、14〜15世紀頃の陶磁器が出土していることから、15世紀初めには城の原型ができあがっていたと考えられる。『琉球国由来記』（1713年上覧）および『久米島具志川間切旧記』（1743年編纂）には、もともと周辺集落の御嶽だった場所に、真達勃（まだふつ）按司によって築城されたと記されている。その後真達勃按司の子・真金声（まかねごえ）按司の代に、同じ久米島内の伊敷索（いしきなは、ちなは）按司の次男・真二古樽（まにくだる）按司に攻め滅ぼされ、真二古樽按司が城主となった。真金声按司は沖縄本島南部へ敗走し、そこに城を築いて同じく「具志川城」と名付けたと伝えられる（具志川城 (糸満市)）。久米島の具志川城はその後、16世紀初頭に尚真王が派遣した軍によって滅ぼされたとされている。

## 構造
城の周囲は東西および北方が断崖で、北・西方向は東シナ海に突出し、南方向は島内へつながっている。城の内部は1m以下の石積みにより、Ⅰ〜Ⅳの4つの曲輪に区分されている。北端部のⅠの曲輪は城内で最も高く、望楼の役目を果たしていたと考えられる。西南に続くⅡの曲輪には南に面した基壇が造られており、砂岩の礎石も確認されていることから、主殿の建物とその前庭があったと見られる。さらに西南のⅢの曲輪は内陸と門でつながり、Ⅲの西北にあるⅣの曲輪には建物の礎石跡が確認されている。